# Campionati europei di atletica leggera indoor 2013 - Salto triplo femminile
La gara si è svolta il 1º e il 3 marzo 2013.

## Podio
| #       | Atleta           | Nazionalità | Misura  | Note                                     |
| ------- | ---------------- | ----------- | ------- | ---------------------------------------- |
| Oro     | Ol'ha Saladucha  | Ucraina     | 14,88 m | Miglior prestazione mondiale stagionale  |
| Argento | Irina Gumenyuk   | Russia      | 14,30 m |                                          |
| Bronzo  | Simona La Mantia | Italia      | 14,26 m | Miglior prestazione personale stagionale |

## Record
Prima di questa competizione, il record del mondo (RM), il record europeo (EU) ed il record dei campionati (RC) sono i seguenti:
| Record                | Prestazione | Atleta                   | Data                              | Competizione         |
| --------------------- | ----------- | ------------------------ | --------------------------------- | -------------------- |
| Record mondiale       | 15,36       | Tat'jana Lebedeva Russia | 6 marzo 2004 Budapest, Ungheria   | Mondiali indoor 2004 |
| Record europeo        | 15,36       | Tat'jana Lebedeva Russia | 6 marzo 2004 Budapest, Ungheria   | Mondiali indoor 2004 |
| Record dei campionati | 15,16       | Ashia Hansen Regno Unito | 28 febbraio 1998 Valencia, Spagna | Europei indoor 1998  |

## Risultati

### Qualificazioni
Si qualificano alla finale le atlete che superano la misura di 14,10 (Q) oppure le 8 migliori (q).
| Pos. | Nome                  | Nazione     | 1ª      | 2ª      | 3ª      | Misura  | Note                                     |
| ---- | --------------------- | ----------- | ------- | ------- | ------- | ------- | ---------------------------------------- |
| 1    | Ol'ha Saladucha       | Ucraina     | 14,47 m | --      | --      | 14,47 m | Q                                        |
| 2    | Irina Gumenyuk        | Russia      | 14,30 m | --      | --      | 14,30 m | Q                                        |
| 3    | Simona La Mantia      | Italia      | 14,24 m | --      | --      | 14,24 m | Q                                        |
| 4    | Veronika Mosina       | Russia      | 13,78 m | 14,17 m | --      | 14,17 m | Q                                        |
| 5    | Patrícia Mamona       | Portogallo  | 13,90 m | x       | 13,99 m | 13,99 m | q                                        |
| 6    | Yamilé Aldama         | Regno Unito | 13,92 m | x       | x       | 13,92 m | q                                        |
| 7    | Jenny Elbe            | Germania    | 13,43 m | 13,88 m | 13,45 m | 13,88 m | q                                        |
| 8    | Patricia Sarrapio     | Spagna      | x       | 13,62 m | 13,85 m | 13,85 m | q                                        |
| 9    | Viktoriya Dolgacheva  | Russia      | 13,83 m | x       | x       | 13,83 m |                                          |
| 10   | Dana Velďáková        | Slovacchia  | x       | 13,82 m | 13,76 m | 13,82 m |                                          |
| 11   | Gita Dodova           | Bulgaria    | 13,62 m | 13,75 m | 13,50 m | 13,75 m |                                          |
| 12   | Susana Costa          | Portogallo  | 13,65 m | 13,74 m | x       | 13,74 m |                                          |
| 13   | Níki Panéta           | Grecia      | x       | 13,36 m | 13,55 m | 13,55 m |                                          |
| 14   | Dovile Dzindzaletaite | Lituania    | x       | 13,22 m | 13,53 m | 13,53 m | Miglior prestazione personale stagionale |
| 15   | Cristina Bujin        | Romania     | 13,47 m | x       | 13,40 m | 13,47 m |                                          |
| 16   | Kseniya Dziatsuk      | Bielorussia | x       | 13,46 m | x       | 13,46 m |                                          |
| 17   | Santa Matule          | Lettonia    | x       | 13,33 m | 13,15 m | 13,33 m | Miglior prestazione personale            |
| 18   | Ruslana Cychoc'ka     | Ucraina     | 13,10 m | x       | 12,76 m | 13,10 m |                                          |
| 19   | Maja Bratkic          | Slovenia    | 11,49 m | 12,99 m | 12,99 m | 12,99 m |                                          |
| -    | Nina Serbezova        | Cipro       | x       | r       | r       | nm      |                                          |
| -    | Sevim Sinmez Serbest  | Turchia     | x       | x       | x       | nm      |                                          |

### Finale
| Pos. | Nome              | Nazione     | 1ª      | 2ª      | 3ª      | 4ª      | 5ª      | 6ª      | Misura  | Note                                     |
| ---- | ----------------- | ----------- | ------- | ------- | ------- | ------- | ------- | ------- | ------- | ---------------------------------------- |
| 1    | Ol'ha Saladucha   | Ucraina     | 14,88 m | x       | x       | 14,68 m | x       | x       | 14,88 m | Miglior prestazione mondiale stagionale  |
| 2    | Irina Gumenyuk    | Russia      | 14,25 m | x       | x       | 14,30 m | 13,74 m | 14,05 m | 14,30 m |                                          |
| 3    | Simona La Mantia  | Italia      | 14,24 m | 14,04 m | 14,26 m | x       | x       | 14,04 m | 14,26 m | Miglior prestazione personale stagionale |
| 4    | Veronika Mosina   | Russia      | 14,21 m | 14,08 m | 13,35 m | 13,80 m | 14,01 m | 14,09 m | 14,21 m |                                          |
| 5    | Patricia Sarrapio | Spagna      | x       | x       | 14,07 m | x       | x       | 13,45 m | 14,07 m | Miglior prestazione personale            |
| 6    | Yamilé Aldama     | Regno Unito | x       | 13,91 m | 13,95 m | x       | x       | 13,95 m | 13,95 m | Miglior prestazione personale stagionale |
| 7    | Jenny Elbe        | Germania    | 13,64 m | x       | 13,66 m | 13,47 m | 13,81 m | 13,54 m | 13,81 m |                                          |
| 8    | Patrícia Mamona   | Portogallo  | 13,72 m | x       | x       | 13,51 m | 13,59 m | 13,57 m | 13,72 m |                                          |